# Сапая
Сапая (Sapayoa aenigma) — вид горобцеподібних птахів монотипової родини Sapayoidae. Поширений у Південній Америці.

## Таксономія
Традиційно вид відносили до родини манакінових (Pipridae). Проте, у 1990 році згідно з класифікацією Сіблі-Алквіста, за видом встановлено статус таксона з невизначеним становищем, оскільки за результатами дослідження за допомогою ДНК-ДНК гібридизації визначено, що вид не має близьких родичів серед манакінових. Пізніші молекулярні дослідження показали, що найближчими родичами сапаї є Eurylaimidae зі Старого Світу. Передбачається, що предки Sapayoa проникли в Південну Америку з Австралії через Антарктиду.

## Поширення
Вид поширений у Панамі, на заході Колумбії та північному заході Еквадору. Мешкає у тропічних рівнинних лісах.